# Ophthalmopsylla kiritschenkovi
Ophthalmopsylla kiritschenkovi är en loppart som först beskrevs av Wagner 1930.  Ophthalmopsylla kiritschenkovi ingår i släktet Ophthalmopsylla och familjen smågnagarloppor. Inga underarter finns listade i Catalogue of Life.